# Diastylis tenuicauda
Diastylis tenuicauda är en kräftdjursart som beskrevs av Lomakina 1967. Diastylis tenuicauda ingår i släktet Diastylis och familjen Diastylidae.
Artens utbredningsområde är Indiska oceanen. Inga underarter finns listade i Catalogue of Life.